# Seznam juniorských mistrů světa v ledním hokeji
Seznam juniorských mistrů světa v ledním hokeji obsahuje od roku 1977 ty hokejisty, kteří se stali se svým týmem vítězi juniorského mistrovství světa.
| MS                          | Země    | Hráči |
| --------------------------- | ------- | --- |
| 1977                        | SSSR    | Alexandr Tyžnych, Sergej Mylnikov - Vjačeslav Fetisov, Sergej Starikov, Vladimir Zubkov, Konstantin Makarcev, Irek Gimajev, Michail Slipčenko, Vasilij Pajusov - Sergej Makarov, Nikolaj Narimanov, Igor Romašin, Alexej Frolikov, Michail Šostak, Michail Toločko, Alexandr Kabanov, Vladimir Švecov, Ivan Avdějev, Valerij Jevstafjev, Igor Kapustin.                                                                      |
| 1978                        | SSSR    | Alexandr Tyžnych, Sergej Mylnikov - Vjačeslav Fetisov, Sergej Starikov, Alexej Kasatonov, Sergej Paramonov, Jurij Vošakov, Vladimir Zubkov, Konstantin Makarcev - Viktor Škurdjuk, Sergej Makarov, Alexandr Koševnikov, Vjačeslav Rjanov, Alexandr Gerasimov, Alexandr Gurijev, Nikolaj Narimanov, Nikolaj Varianov, Sergej Tukmačev, Pavel Jesovskič.                                                                       |
| 1979                        | SSSR    | Dmitrij Saprykin, Vladimir Gerasimov - Jurij Strachov, Viktor Glušenkov, Alexej Kasatonov, Jurij Vošakov, Valerij Krylov, Andrej Sidorenko, Sergej Karpov - Vladimir Krutov, Igor Larionov, Vladimir Golovkov, Vjačeslav Rjanov, Anatolij Tarasov, Gennadij Kurdin, Nikolaj Varjanov, Alexandr Gerasimov, Nikolaj Maslov, Andrej Andrejev, Anatolij Antipov.                                                                 |
| 1980                        | SSSR    | Dmitrij Saprykin, Jurij Nikitin - Valerij Michajlov, Dmitrij Jerastov, Alexej Bevz, Viktor Glušenkov, Igor Panin, Jevgenij Popišin - Andrej Morozov, Igor Morozov, Vladimir Krutov, Igor Larionov, Sergej Světlov, Jevgenij Šastin, Vladimir Golovkov, Michail Panin, Vladimir Šašov, Alexandr Zybin, Igor Rachmatulin, Igor Bubenčikov.                                                                                     |
| 1981                        | Švédsko | Lars Eriksson, Peter Åslin - Peter Andersson, Roger Hägglund, Dan Niklasson, Håkan Nordin, Ove Pettersson, Michael Thelvén - Anders Björklund, Jan Erixon, Michael Granstedt, Jan Ingman, Anders Johnson, Peter Madach, Peter Nilsson, Martin Pettersson, Peter Sundström, Patrik Sundström, Jens Öhling. |
| 1982                        | Kanada  | Mike Moffat, Frank Caprice - Garth Butcher, Paul Boutillier, Carey Wilson, James Patrick, Gord Kluzak, Randy Moller - Mike Moller, Dave Morrison, Mark Morrison, Pierre Rioux, Bruce Eakin, Todd Strueby, Mark Habscheid, Scott Arniel, Paul Cyr, Gary Nylund, Moe Lemay, Troy Murray. |
| 1983                        | SSSR    | Sergej Gološumov, Andrej Karpin – IIlja Bjakin, Valerij Šyrjajev, Sergej Gorbunov, Vladimir Tjurikov, Andrej Matycin, Svatoslav Kalisov, Andrej Martemjanov, – Igor Boldin, Sergej Prjachin, German Volgin, Sergej Charin, Sergej Němčinov, Sergej Agejkin, Leonid Truchno, Jevgenij Stepa, Oleg Starkov, Arkadij Obuchov, Alexandr Černych.                                                                                 |
| 1984                        | SSSR    | Jevgenij Bělošejkin, Alexej Červjakov - Alexej Gusarov, Michail Tatarinov, Alexandr Smirnov, Aleh Mikulčik, Sergej Šendelev, Igor Martynov, Alexandr Lysenko - Alexandr Černych, Nikolaj Borščevskij, Igor Vjazmikin, Sergej Němčinov, Andrej Lomakin, Jurij Chmyljov, Igor Boldin, Alexandr Semak, Sergej Vostrikov, Jevgenij Čišmin, Vasilij Kameněv.                                                                      |
| 1985                        | Kanada  | Craig Billington, Norm Foster - Brad Berry, John Miner, Bobby Dollas, Selmar Odelein, Yves Beaudoin, Jeff Beukeboom - Wendel Clark, Brian Bradley, Shayne Corson, Greg Johnston, Adam Creighton, Jeff Jackson, Bob Bassen, Dan Hodgson, Claude Lemieux, Stéphane Richer, Dan Gratton, Jim Sandlak. |
| 1986                        | SSSR    | Jevgenij Bělošejkin, Oleg Brataš - Michail Tatarinov, Anatolij Fedotov, Igor Kravčuk, Igor Nikitin, Sergej Seljanin, Igor Monajenkov, Vladimir Konstantinov - Igor Vjazmikin, Alexandr Semak, Jurij Nikonov, Ravil Chajdarov, Valerij Kamenskij, Pavel Torgajev, Sergej Osipov, Andrej Kavalju, Aljaxandr Halčenjuk, Jevgenij Davidov, Sergej Gapejenko.                                                                     |
| 1987                        | Finsko  | Markus Ketterer, Kari Rosenberg - Marko Allen, Mikko Haapakoski, Timo Kulonen, Jukka Marttila, Petri Matikainen, Jari Parviainen, Antti Tuomenoksa - Teppo Kivelä, Marko Kiuru, Mikko Laaksonen, Jari Laukkanen, Antti Lehtosaari, Janne Ojanen, Jukka Seppo, Jyrki Silius, Pekka Tirkkonen, Sami Wahlsten, Sami Wikström.                                                                                                   |
| 1988                        | Kanada  | Jeff Hackett, Jimmy Waite - Éric Desjardins, Greg Hawgood, Chris Joseph, Marc Laniel, Wayne McBean, Scott McCrady - Warren Babe, Rob Brown, Dan Currie, Rob DiMaio, Theoren Fleury, Adam Graves, Jody Hull, Sheldon Kennedy, Trevor Linden, Mark Pederson, Mark Recchi, Joe Sakic. |
| 1989                        | SSSR    | Alexej Ivaškin, Maxim Michajlovskij – Sergej Zubov, Igor Malychin, Igor Igorov, Alexandr Judin, Sergej Sorokin, Dmitrij Juškevič, Olexander Hodynjuk – Pavel Bure, Alexandr Mogilnyj, Sergej Fjodorov, Roman Oksjuta, Dmytro Chrystyč, Viktor Gordijuk, Andrej Sidorov, Sergej Gomoljako, Stanislav Panfilenkov, Boris Bykovskij, Vladimir Cyplakov.                                                                         |
| 1990                        | Kanada  | Stéphane Fiset, Trevor Kidd - Patrice Brisebois, Kevin Haller, Dan Ratushny, Stewart Malgunas, Jason Herter, Adrien Plavsic - Dave Chyzowski, Mike Needham, Mike Ricci, Dwayne Norris, Stu Barnes, Wes Walz, Eric Lindros, Mike Craig, Kent Manderville, Scott Pellerin, Steven Rice, Kris Draper |
| 1991                        | Kanada  | Trevor Kidd, Félix Potvin - Patrice Brisebois, Chris Snell, Jason Marshall, John Slaney, Karl Dykhuis, David Harlock, Scott Niedermayer - Eric Lindros, Dale Craigwell, Kent Manderville, Greg Johnson, Mike Sillinger, Pierre Sévigny, Pat Falloon, Steve Rice, Scott Thornton, Kris Draper, Mike Craig, Martin Lapointe, Brad May                                                                                          |
| 1992                        | SNS     | Nikolaj Chabibulin, Ikdar Muchometov - Vladislav Bulin, Darjus Kasparajtis, Arťom Kopoť, Boris Mironov, Sandis Ozoliņš, Alexej Trošinskij, Alexej Žitnik - Alexandr Čerbajev, Ravil Guzmanov, Alexej Jašin, Konstantin Korotkov, Alexej Kovaljov, Sergej Krivokrasov, Alexandr Kuzminskij, Denis Metljuk, Andrej Nikolišin, Alexandr Sveržov, Děnis Vikurinov, Michail Volkov, Sergej Žoltoks.                               |
| 1993                        | Kanada  | Manny Legace, Philippe De Rouville - Mike Rathje, Chris Pronger, Jason Smith, Brent Tully, Darcy Werenka, Adrian Aucoin, Joël Bouchard - Martin Lapointe, Paul Kariya, Martin Gendron, Jeff Shantz, Tyler Wright, Jason Dawe, Alexandre Daigle, Ralph Intranuovo, Jeff Bes, Nathan LaFayette, Chris Gratton, Rob Niedermayer, Dean McAmmond.                                                                                 |
| 1994                        | Kanada  | Jamie Storr, Manny Fernandez - Nick Stajduhar, Drew Bannister, Brendan Witt, Brent Tully, Bryan McCabe, Chris Armstrong, Joël Bouchard - Jason Allison, Todd Harvey, Jeff Friesen, Michael Peca, Anson Carter, Aaron Gavey, Brandon Convery, Jason Botterill, Curtis Bowen, Marty Murray, Rick Girard, Yanick Dubé, Martin Gendron.                                                                                          |
| 1995                        | Kanada  | Jamie Storr, Dan Cloutier - Jamie Rivers, Wade Redden, Ed Jovanovski, Lee Sorochan, Bryan McCabe, Nolan Baumgartner, Chad Allan - Shean Donovan, Denis Pederson, Darcy Tucker, Larry Courville, Todd Harvey, Jeff O’Neill, Ryan Smyth, Jason Botterill, Jeff Friesen, Alexandre Daigle, Éric Dazé, Jason Allison, Marty Murray.                                                                                              |
| 1996                        | Kanada  | José Théodore, Marc Denis - Jason Holland, Denis Gauthier, Nolan Baumgartner, Wade Redden, Chad Allan, Chris Phillips, Rhett Warrener - Jarome Iginla, Christian Dubé, Daymond Langkow, Alyn McCauley, Jason Podollan, Hnat Domenichelli, Jason Botterill, Robb Gordon, Jamie Wright, Mike Watt, Brad Larsen, Curtis Brown, Craig Mills.                                                                                     |
| 1997                        | Kanada  | Marc Denis, Martin Biron - Jason Doig, Chris Phillips, Richard Jackman, Cory Sarich, Hugh Hamilton, Jeff Ware, Jesse Wallin - Alyn McCauley, Brad Larsen, Boyd Devereaux, Peter Schaefer, Trevor Letowski, Brad Isbister, Christian Dubé, Cameron Mann, Daniel Brière, Joe Thornton, Trent Whitfield, Shane Willis, Dwayne Hay.                                                                                              |
| 1998                        | Finsko  | Niklas Bäckström, Mika Noronen - Pasi Petriläinen, Pasi Puistola, Marko Kauppinen, Ari Vallin, Ilkka Mikkola, Timo Ahmaoja, Tomi Källarsson - Olli Jokinen, Eero Somervuori, Timo Vertala, Jyrki Louhi, Niko Kapanen, Teemu Elomo, Niklas Hagman, Timo Seikkula, Kari Kalto, Olli Ahonen, Johannes Alanen, Toni Dahlman, Tomasz Valtonen.                                                                                    |
| 1999                        | Rusko   | Jurij Gerasimov, Alexej Volkov - Michail Donika, Konstantin Gusev, Dmitrij Kokorev, Artem Marians, Maxim Maslenikov, Kiril Safronov, Vitalij Višněvskij - Maxim Afinogenov, Děnis Archipov, Maxim Balmočnych, Artum Chubarev, Jurij Dobriškin, Dmitrij Kirilenko, Roman Ljašenko, Andrej Nikitěnko, Alex Rjazancev, Petr Šastlivij, Denis Švidkij, Asergej Verenikin, Alexandr Zevakin.                                      |
| 2000                        | Česko   | Tomáš Duba, Zdeněk Šmíd, - Petr Svoboda, David Hájek, Zdeněk Kutlák, Martin Holý, Josef Jindra, Angel Krstev, Jiří David - Jaroslav Kristek, Milan Kraft, Michal Sivek, Jaroslav Svoboda, Josef Vašíček, Martin Havlát, Libor Pivko, Václav Nedorost, Zbyněk Irgl, Tomáš Horna, Jan Boháč, Jan Sochor, Vladimír Novák. |
| 2001                        | Česko   | Tomáš Duba, Lukáš Čučela - Rostislav Klesla, Libor Ustrnul, David Pojkar, Jan Výtisk, David Nosek, Jakub Čutta, Jan Chotěborský, Jakub Grof - Pavel Brendl, Václav Nedorost, Zdeněk Blatný, Radim Vrbata, Michal Sivek, Martin Erat, Patrik Moskal, Tomáš Plekanec, Ladislav Vlček, Lukáš Havel, Marek Tomica, Ivan Rachůnek.                                                                                                |
| 2002                        | Rusko   | Sergej Mylnikov, Andrej Medveděv - Igor Kňjazev, Vladimir Sapožnikov, Vladimir Korsunov, Denis Grebeškov, Fjodor Ťutin, Maxim Kondratěv, Anton Volčenkov, Andrej Zabolotněv - Alexandr Suglobov, Sergej Soin, Alexandr Frolov, Jurij Trubačov, Alexandr Svitov, Alexandr Polušin, Igor Grigorenko, Stanislav Čistov, Ruslan Zajnulin, Alexandr Perežogin, Ivan Něprjajev, Andrej Taratuchin.                                 |
| 2003                        | Rusko   | Konstantin Barulin, Andrej Medveděv - Konstantin Kornějev, Denis Ejov, Denis Grebeškov, Fjodor Ťutin, Kirill Kolcov, Dimitrij Fachrutdinov, Maxim Kondratěv, Michail Ljubušin - Dmitrij Pestunov, Alexandr Ovečkin, Alexej Kajgorodov, Timofej Šiškanov, Nikolaj Žerděv, Jurij Trubačov, Andrej Taratuchin, Alexandr Polušin, Igor Grigorenko, Jevgenij Arťuchin, Alexandr Perežogin, Sergej Ančakov.                        |
| 2004                        | USA     | Dominic Vicari, Al Montoya - Mark Stuart, Corey Potter, Matt Carle, Matt Hunwick, Dan Richmond, Ryan Suter, Jeff Likens, James Wisniewski - Patrick Eaves, Zach Parise, Patrick O’Sullivan, Brady Murray, Greg Moore, Jake Dowell, Ryan Kesler, Drew Stafford, David Booth, Dan Fritsche, Brett Sterling, Steve Werner. |
| 2005                        | Kanada  | Rejean Beauchemin, Jeff Glass - Cam Barker, Shawn Belle,Braydon Coburn, Dion Phaneuf, Brent Seabrook, Danny Syvret, Shea Weber - Patrice Bergeron, Jeff Carter, Jeremy Colliton, Sidney Crosby, Nigel Dawes, Stephen Dixon, Colin Fraser, Ryan Getzlaf, Andrew Ladd, Clarke MacArthur, Corey Perry, Mike Richards, Anthony Stewart.                                                                                          |
| 2006                        | Kanada  | Devan Dubnyk, Justin Pogge - Cam Barker, Luc Bourdon, Kris Letang, Ryan Parent, Sasha Pokulok, Kris Russell, Marc Staal - Dan Bertram, Michael Blunden, Dave Bolland, Dustin Boyd, Kyle Chipchura, Andrew Cogliano, Blake Comeau, Steve Downie, Guillaume Latendresse, Ryan O’Marra, Benoît Pouliot, Tom Pyatt, Jonathan Toews.                                                                                              |
| 2007                        | Kanada  | Leland Irving, Carey Price - Karl Alzner, Luc Bourdon, Cody Franson, Kris Letang, Ryan Parent, Kris Russell, Marc Staal - Dan Bertram, Marc-André Cliche, Andrew Cogliano, Steve Downie, Sam Gagner, Darren Helm, Bryan Little, Kenndal McArdle, Brad Marchand, James Neal, Ryan O’Marra, Tom Pyatt, Jonathan Toews. |
| 2008                        | Kanada  | Jonathan Bernier, Steve Mason - Karl Alzner, Drew Doughty, Josh Godfrey, Thomas Hickey, Logan Pyett, Luke Schenn, P. K. Subban - Zach Boychuk, Colton Gillies, Claude Giroux, Matthew Halischuk, Riley Holzapfel, Stefan Legein, Brad Marchand, Shawn Matthias, Wayne Simmonds, Steven Stamkos, Brandon Sutter, John Tavares, Kyle Turris.                                                                                   |
| 2009                        | Kanada  | Chet Pickard, Dustin Tokarski - Keith Aulie, Ryan Ellis, Cody Goloubef, Thomas Hickey, Tyler Myers, Alex Pietrangelo, P. K. Subban, Colten Teubert - Jamie Benn, Zach Boychuk, Patrice Cormier, Chris DiDomenico, Stefan Della Rovere, Jordan Eberle, Tyler Ennis, Angelo Esposito, Cody Hodgson, Evander Kane, Brett Sonne, John Tavares.                                                                                   |
| 2010                        | USA     | Jack Campbell, Mike Lee - John Ramage, Matt Donovan, David Warsofski, John Carlson, Brian Lashoff, Cam Fowler, Jake Gardiner - Danny Kristo, Philip McRae, Tyler Johnson, Luke Walter, Jason Zucker, Bryan Bourque, Jordan Schroeder, Chris Kreider, Derek Stepan, Aj Jenks, Kyle Palmieri, Jeremy Morin, Jerry D'Amigo. |
| 2011                        | Rusko   | Dmitrij Šikin, Igor Bobkov - Nikita Zajcev, Nikita Pivcakin, Maxim Berezin, Georgij Berďjukov, Dmitrij Orlov, Jurij Juryčev, Maxim Ignatovič, Andrej Sergejev - Anton Burdasov, Semjon Valjujskij, Vladimir Tarasenko, Maxim Kicyn, Daniil Sobčenko, Arťom Voronin, Nikita Dvurečenskij, Stanislav Bočarov, Sergej Kalinin, Jevgenij Kuzněcov, Artěmij Panarin, Denis Golubjev.                                              |
| 2012                        | Švédsko | Anton Forsberg, Johan Gustafsson, Johan Mattsson - Mattias Bäckman, Oscar Klefbom, Fredrik Claesson, Petter Granberg, John Klingberg, Patrik Nemeth, Jonas Brodin - Johan Larsson, Jeremy Boyce-Rotevall, Johan Sundström, Max Friberg, Sebastian Collberg, Filip Forsberg, William Karlsson, Victor Rask, Joakim Nordström, Mika Zibanejad, Ludvig Rensfeldt, Rickard Rakell, Erik Thorell.                                 |
| 2013                        | USA     | John Gibson, Jon Gillies, Garret Sparks – Shayne Gostisbehere, Seth Jones, Jake McCabe, Connor Murphy, Mike Reilly, Pat Seiloff, Jacob Trouba – Cole Bardreau, Riley Barber, Tyler Biggs, Alex Galchenyuk, Johnny Gaudreau, Rocco Grimaldi, Ryan Hartman, Sean Kuraly, Mario Lucia, JT Miller, Blake Pietila, Vincent Trocheck, Jim Vesey.                                                                                   |
| 2014                        | Finsko  | Ville Husso, Janne Juvonen, Juuse Saros - Julius Honka, Mikko Lehtonen, Esa Lindell, Ville Pokka, Rasmus Ristolainen, Juuso Vainio, Mikko Vainonen - Henrik Haapala, Henri Ikonen, Juuso Ikonen, Saku Kinnunen, Rasmus Kulmala, Artturi Lehkonen, Ville-Valtteri Leskinen, Aleksi Mustonen, Saku Mäenalanen, Joni Nikko, Topi Nättinen, Otto Rauhala, Teuvo Teräväinen.                                                      |
| 2015                        | Kanada  | Eric Comrie, Zach Fucale - Madison Bowey, Dillon Heatherington, Joe Hicketts, Samuel Morin, Josh Morrissey, Darnell Nurse, Shea Theodore - Lawson Crouse, Max Domi, Anthony Duclair, Robby Fabbri, Frédérik Gauthier, Curtis Lazar, Connor McDavid, Nick Paul, Nic Petan, Brayden Point, Sam Reinhart, Nick Ritchie, Jake Virtanen.                                                                                          |
| 2016                        | Finsko  | Kaapo Kähkönen, Veini Vehviläinen, Emil Larmi - Olli Juolevi, Joni Tuulola, Sami Niku, Niko Mikkola, Vili Saarijärvi, Miro Keskitalo, Eetu Sopanen - Sebastian Aho, Kasper Björkvist, Roope Hintz, Antti Kalapudas, Kasperi Kapanen, Patrik Laine, Juho Lammikko, Julius Nättinen, Jesse Puljujärvi, Mikko Rantanen, Sebastian Repo, Aleksi Saarela, Miska Sikonen.                                                          |
| 2017                        | USA     | Jake Oettinger, Tyler Parsons, Joseph Woll - Jack Ahcan, Joseph Cecconi, Casey Fitzgerald, Adam Fox, Caleb Jones, Ryan Lindgren, Charlie McAvoy - Joseph Anderson, Kieffer Bellows, Jeremy Bracco, Erik Foley, Jordan Greenway, Patrick Harper, Clayton Keller, Luke Kunin, Tanner Laczynski, Jack Roslovic, Troy Terry, Tage Thompson, Colin White.                                                                         |
| 2018                        | Kanada  | Colton Point, Carter Hart - Jake Bean, Conor Timmins, Callan Foote, Cale Maker, Dante Fabbro, Kale Clague, Victor Mete - Dillon Dube, Jonah Gadjovich, Boris Katchouk, Maxime Comtois, Taylor Raddysh, Tyler Steenbergen, Drake Batherson, Michael McLeod, Brett Howden, Sam Steel, Alex Formenton, Jordán Kyrou, Robert Thomas.                                                                                             |
| 2019                        | Finsko  | Lassi Lehtinen, Filip Lindberg, Ukko-Pekka Luukkonen - Ville Heinola, Anttoni Honka, Henri Jokiharju, Oskari Laaksonen, Otto Latvala, Toni Utunen, Urho Vaakanainen - Teemu Engberg, Aleksi Heponiemi, Kaapo Kakko, Rasmus Kupari, Anton Lundell, Sami Moilanen, Linus Nyman, Valtteri Puustinen, Aarne Talvitie, Eeli Tolvanen,Samuli Vainionpää, Santeri Virtanen, Jesse Ylönen.                                           |
| 2020                        | Kanada  | Nico Daws, Joel Hofer, Olivier Rodrigue, Calen Addison, Kevin Bahl, Jacob Bernard-Docker, Bowen Byram, Jamie Drysdale, Jared McIsaac, Ty Smith, Quinton Byfield, Ty Dellandrea, Aidan Dudas, Liam Foudy, Barrett Hayton, Connor McMichael, Akil Thomas, Joe Veleno, Dylan Cozens, Raphaël Lavoie, Nolan Foote, Alexis Lafrenière, Dawson Mercer.                                                                             |
| 2021                        | USA     | Logan Stein • Spencer Knight • Dustin Wolf • Drew Helleson • Henry Thrun • Cameron York [C] • Jackson LaCombe • Tyler Kleven • Jake Sanderson • Brock Faber • Hunter Skinner • Ryan Johnson • Trevor Zegras • Matthew Beniers • Matthew Boldy • Cole Caufield [A] • Alex Turcotte [A] • Brendan Brisson • Patrick Moynihan • Brett Berard • Sam Colangelo • Bobby Brink • John Farinacci • Landon Slaggert • Arthur Kaliyev. |
| 2022                        | Kanada  | Sebastian Cossa, Dylan Garand - Lukas Cormier, Ethan Del Mastro, Carson Lambos, Ryan O'Rourke, Donovan Sebrango, Ronan Seeley, Jack Thompson, Olen Zellweger - Connor Bedard, Will Cuylle, Elliot Desnoyers, William Dufour, Tyson Foerster, Nathan Gaucher, Ridly Greig, Kent Johnson, Riley Kidney, Mason McTavish, Zack Ostapchuk, Brennan Othmann, Joshua Roy, Logan Stankoven.                                          |
| 2023                        |         | |
| Zdroj na eliteprospects.com |         | |

## Historické pořadí zlatých medailí
|                     | Země    | Zlatá medaile | Celkem |
| 1.                  | Kanada  | 1982, 1985, 1988, 1990, 1991, 1993, 1994, 1995, 1996, 1997, 2005, 2006, 2007, 2008, 2009, 2015, 2018, 2020, 2022, 2023 | 20     |
| 2.                  | Rusko*  | SSSR 1977, 1978, 1979, 1980, 1983, 1984, 1986, 1989, SNS 1992 Rusko 1999, 2002, 2003, 2011                             | 13     |
| 3.                  | USA     | 2004, 2010, 2013, 2017, 2021, 2024, 2025                                                                               | 7      |
| 4.                  | Finsko  | 1987, 1998, 2014, 2016, 2019                                                                                           | 5      |
| 5.                  | Česko   | 2000, 2001 | 2      |
| 5.                  | Švédsko | 1981, 2012 | 2      |
| Celkem (po MS 2025) |         | |        |

- Rusko je nástupcem SSSR